# Fuerzas Armadas polacas en Oriente

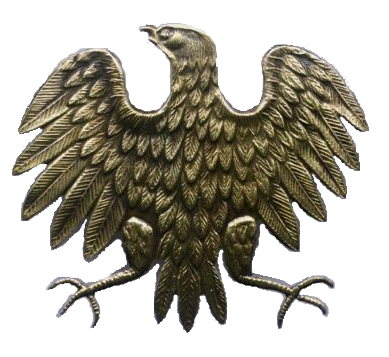
El águila de los Piastas usada por las formaciones del Ejército polaco en Oriente, 1943-1945

Las Fuerzas Armadas polacas en Oriente (en polaco: Polskie Siły Zbrojne na Wschodzie), también conocidas como el Ejército polaco en la URSS, fueron las fuerzas militares polacas establecidas en la Unión Soviética durante la Segunda Guerra Mundial.
Se formaron dos ejércitos por separado y en momentos distintos. El Ejército de Anders, creado en la segunda mitad de 1941, era leal al Gobierno polaco en el exilio. Tras la Operación Barbarroja y el posterior acuerdo Sikorski-Maiski polaco-soviético, se declaró una amnistía para los ciudadanos polacos en la Unión Soviética, lo que hizo posible la formación de unidades militares polacas. En 1942, el Ejército de Anders fue evacuado a Irán y transferido al mando de los Aliados occidentales. Pasó a denominarse Segundo Cuerpo polaco y luchó contra las fuerzas alemanas nazis en la campaña de Italia, incluida la batalla de Montecassino.
A partir de los polacos que se quedaron en la Unión Soviética se formó la 1.ª División de Infantería «Tadeusz Kościuszko» en mayo de 1943. Se amplió y reorganizó en el Primer Ejército polaco (Ejército de Berling) y el Segundo Ejército polaco. Juntos constituyeron el Ejército Popular Polaco (en polaco: Ludowe Wojsko Polskie, LWP); combatió en el frente oriental bajo mando soviético hasta la batalla de Berlín. Al igual que otras instituciones polacas dirigidas por los comunistas, el Ejército Popular actuó en oposición al Gobierno polaco en el exilio.
Después de la guerra, el Ejército Popular Polaco se convirtió en el ejército de la Polonia comunista.

## Ejército de Anders: 1941-1942

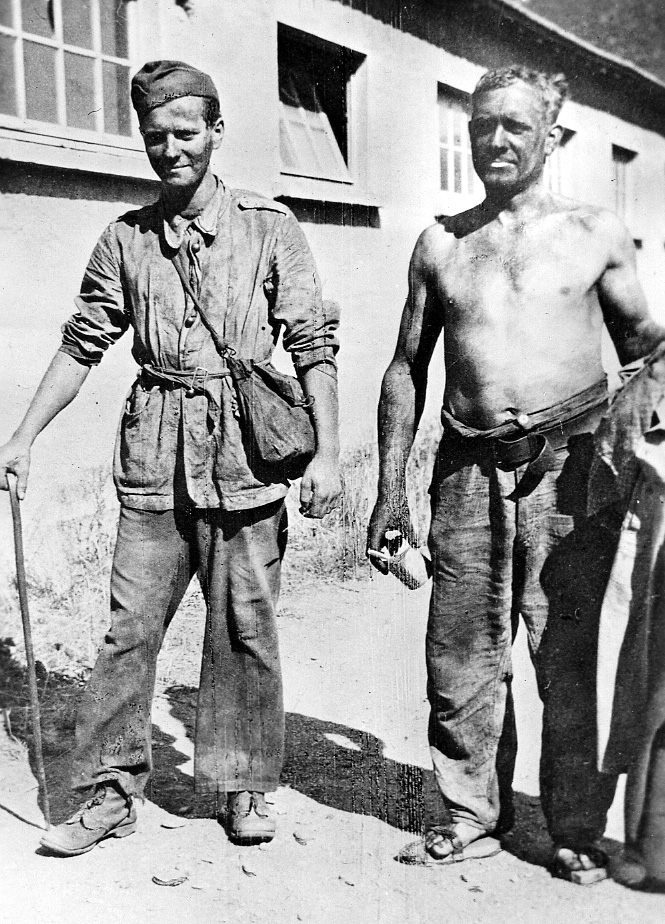
Voluntarios polacos del ejército de Władysław Anders, liberados de un campo de prisioneros de guerra soviético

Al comienzo de la invasión soviética de Polonia (17 de septiembre de 1939), los soviéticos declararon que el Estado y el Gobierno polacos —como resultado de la invasión alemana de Polonia que comenzó el 1 de septiembre de 1939— ya no existían y proclamaron inválido cualquier tratado o relación diplomática entre la Unión Soviética y Polonia. Se reentablaron las relaciones diplomáticas en 1941 tras la invasión alemana de la Unión Soviética, cuando el Gobierno británico se alió con la Unión Soviética atacada y presionó al Gobierno polaco para que actuase en consecuencia. En consecuencia, se firmaron el acuerdo militar del 14 de agosto y el acuerdo Sikorski-Maiski del 17 de agosto entre el Gobierno polaco en el exilio y el Gobierno soviético; Iósif Stalin aceptó derogar los aspectos del Pacto Ribbentrop-Mólotov relativos a Polonia. Mientras se negociaba una amnistía para los ciudadanos polacos en la Unión Soviética, decenas de miles de prisioneros de guerra polacos retenidos en campos soviéticos, así como cientos de miles de ciudadanos polacos que habían sido deportados a la URSS, fueron liberados.
El primer ministro polaco, el general Władysław Sikorski, nombró al general Władysław Anders —uno de los oficiales polacos cautivos en la Unión Soviética— comandante de un nuevo ejército polaco que comenzó a formarse de inmediato en la URSS con el fin de luchar contra los alemanes junto al Ejército Rojo soviético.
La nueva formación se conoció como el Ejército de Anders y comenzó a organizarse en la zona de Buzuluk, reclutando en los campos del NKVD para prisioneros de guerra polacos. A finales de 1941 se habían reclutado 25 000 soldados (incluidos 1000 oficiales), que formaban tres divisiones de infantería: la 5.ª, 6.ª y 7.ª. En la primavera de 1942, la fuerza fue trasladada a la zona de Taskent. Ese año también se formaron las divisiones 8.ª y 9.ª (las divisiones numeradas de la 5.ª a la 9.ª existían tanto en el Ejército de Anders como en el Primer (1,2,3,4,6) y Segundo Ejército de Berling (5,7,8,9,10)).
En la segunda parte de 1942, durante la ofensiva alemana en el Cáucaso (cuya parte más destacada fue la batalla de Stalingrado), Stalin aceptó el traslado de las formaciones polacas al frente de Oriente Medio. El Ejército de Anders se dirigió a Pahlaví, Irán, a través del corredor persa. Unos 77 000 combatientes y 41 000 civiles —ciudadanos polacos— abandonaron la URSS. El Ejército de Anders pasó así del control soviético al del Gobierno británico y se unió a las Fuerzas Armadas polacas en Occidente, formando el grueso de lo que sería el Segundo Cuerpo polaco.

## Ejército de Berling: 1943-1945

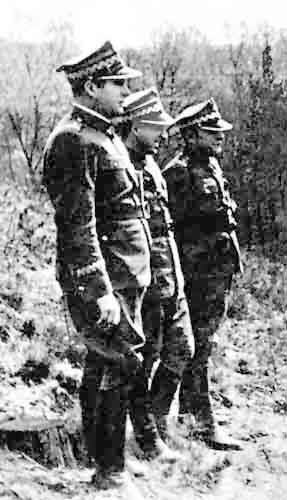
Los generales Karol Świerczewski (al frente), Marian Spychalski y Michał Rola-Żymierski

Soldados del Segundo Ejército Polaco en la zona del río Neisse Lusacio después de vadearlo en abril de 1945.

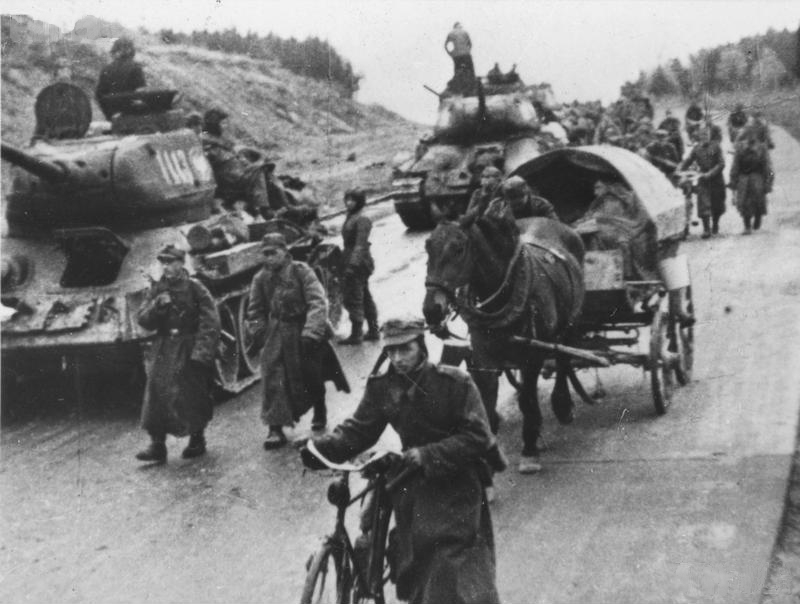
Tanques del Ejército polaco rumbo a Berlín en 1945

Después de que el Ejército de Anders abandonase el territorio controlado por los soviéticos, las relaciones polaco-soviéticas empeoraron y los soviéticos decidieron asumir un control mucho mayor sobre el resto del potencial militar polaco en la URSS. Las actividades de las organizaciones y personas leales al Gobierno polaco en el exilio, en particular la embajada polaca en Moscú, fueron restringidas y sus bienes confiscados. Las relaciones diplomáticas entre la Unión Soviética y el Gobierno polaco se suspendieron por la parte soviética al conocerse la noticia de la masacre de Katin en 1943.[cita requerida]
En junio de 1943 se fundó la Unión de Patriotas Polacos (ZPP) en Moscú. La ZPP fue una organización de masas dirigida por los comunistas para los ciudadanos polacos. Llevaba a cabo actividades políticas y organizaba programas de asistencia social y socorro a gran escala para las comunidades polacas de la Unión Soviética. La ZPP estaba dirigida por la comunista polaca prosoviética Wanda Wasilewska.
Al mismo tiempo, debido a los esfuerzos de Wasilewska y Zygmunt Berling, se creó un nuevo ejército: el Ejército Popular Polaco (en polaco: Ludowe Wojsko Polskie, LWP). Su primera unidad, la 1.ª División de Infantería «Tadeusz Kościuszko» (en polaco: 1 Dywizja Piechoty im. Tadeusza Kościuszki), se creó en el verano de 1943, alcanzando la disponibilidad operativa en junio/julio. En agosto, la división se amplió a un cuerpo, convirtiéndose en el Primer Cuerpo polaco. Fue puesto bajo mando del general Berling; otros comandantes destacados fueron el general Karol Świerczewski y el coronel Włodzimierz Sokorski. La división, con sus elementos de apoyo, fue enviada al frente oriental en septiembre de 1943 y su primer combate importante fue la batalla de Lenino. En marzo de 1944, el cuerpo se había reforzado con un mayor apoyo blindado y mecanizado y contaba con más de 30 000 soldados. A mediados de marzo de 1944, el cuerpo fue reorganizado en el Primer Ejército polaco.
Las unidades del Ejército polaco creadas posteriormente por los soviéticos en el frente oriental incluían el Segundo (1945) y el Tercer Ejército polacos (este último no tardó en fusionarse con el Segundo debido a problemas de reclutamiento); las formaciones más pequeñas incluían 10 divisiones de infantería (numeradas de la 1.ª a la 10.ª) y 5 brigadas blindadas. Se consideraron planes para un Frente Polaco, pero se abandonaron, y el Primer Ejército polaco se integró en el Primer Frente Bielorruso.
Estas formaciones estaban dirigidas por comandantes soviéticos y luchaban bajo mando general soviético (el Segundo Ejército, por ejemplo, estaba dirigido por el general soviético y polaco Stanislav Poplavsky). Había escasez de oficiales polacos (la mayoría murieron en Katin o partieron con el Ejército de Anders) y en el Primer Ejército y el Segundo Ejército polacos aproximadamente el 40 % de los oficiales e ingenieros eran soviéticos. Oficiales políticos especiales, formados casi exclusivamente por soviéticos, supervisaban a los soldados polacos. Los soviéticos también crearon la policía militar política, que más tarde se convirtió en la Dirección Principal de Información del Ejército Polaco (en polaco: Główny Zarząd Informacji Wojska Polskiego).
El Primer Ejército entró en Polonia desde territorio soviético en el verano de 1944, en el ala derecha de la ofensiva de Leópolis-Sandomierz, luchando en las batallas durante el cruce soviético del río Vístula alrededor de Dęblin y Puławy. En septiembre de 1944, unidades del Primer Ejército participaron en intensos combates durante las últimas fases del alzamiento de Varsovia, después de cruzar el Vístula tras la captura del distrito oriental de Praga en Varsovia, pero sufrieron grandes pérdidas.
Tras tomar el control de Varsovia en enero de 1945, el Primer Ejército participó en la ofensiva del Vístula-Óder. Posteriormente, luchó en Pomerania, atravesando la línea fortificada de la Muralla de Pomerania (en alemán: Pommernstellung) y capturando la fortaleza de Kolberg, una ciudad fortificada, en marzo. En abril-mayo de 1945, el Primer Ejército participó en la invasión soviética de Alemania y la toma final de Berlín.
El Segundo Ejército alcanzó la disponibilidad operativa en enero de 1945. Durante la invasión soviética de Alemania, sufrió importantes bajas en la batalla de Bautzen. Más tarde, participó en la ofensiva de Praga, que fue la última gran operación soviética de la Segunda Guerra Mundial en Europa.

## Primer Ejército polaco (Ejército de Berling)
Organización el 1 de mayo de 1945
- 1.ª División de Infantería (Tadeusz Kościuszko)
- 2.ª División de Infantería (Jan Henryk Dąbrowski)
- 3.ª División de Infantería (Romuald Traugutt)
- 4.ª División de Infantería (Jan Kiliński)
- 6.ª División de Infantería; después de la guerra 6.ª División de Desembarco Aéreo de Pomerania
- 1.ª Brigada Blindada (Héroes de Westerplatte); normalmente actuaba por cuenta propia
- 1.ª Brigada de Caballería
- 1.ª Brigada de Artillería del Ejército (Józef Bem)
- 2.ª Brigada de Artillería de Obús
- 3.ª Brigada de Artillería del Ejército
- 5.ª Brigada de Artillería Pesada
- 1.ª División de Artillería Antiaérea
- 4.ª Brigada de Artillería Antitanque
- 1.ª Brigada de Zapadores
- 2.ª Brigada de Zapadores
- 1.ª Brigada de Morteros (agregada de la Reserva del Alto Mando)

## Segundo Ejército polaco
Formaciones el 1 de mayo de 1945
- Cuartel General del Segundo Ejército
- 5.ª División de Infantería (Sajona)
- 7.ª División de Infantería; después de la guerra 2.ª División Mecanizada de Guerra
- 8.ª División de Infantería (8.a División de Infantería de Dresde/Wojciech Bartosz Głowacki)
- 9.ª División de Infantería; después de la guerra 9.ª División Mecanizada
- 10.ª División de Infantería; después de la guerra 10.ª División Blindada
- 2.ª División de Artillería
  - 6.ª Brigada de Artillería Ligera
  - 7.ª Brigada de Artillería de Obús
  - 8.ª Brigada de Artillería Pesada
- 3.ª División de Artillería Antiaérea
- 9.ª Brigada Antitanque
- 14.ª Brigada Antitanque
- 3.er Regimiento de Morteros
- 1.er Cuerpo de Tanques (1.er Cuerpo Blindado de Dresde)
- 16.ª Brigada de Tanques
- 5.º Regimiento de Tanques Pesados (IS-II)
- 28.º Regimiento de Artillería Blindada (obuses autopropulsados)
- 4.ª Brigada de Zapadores